# Kulturlexikon Finnland

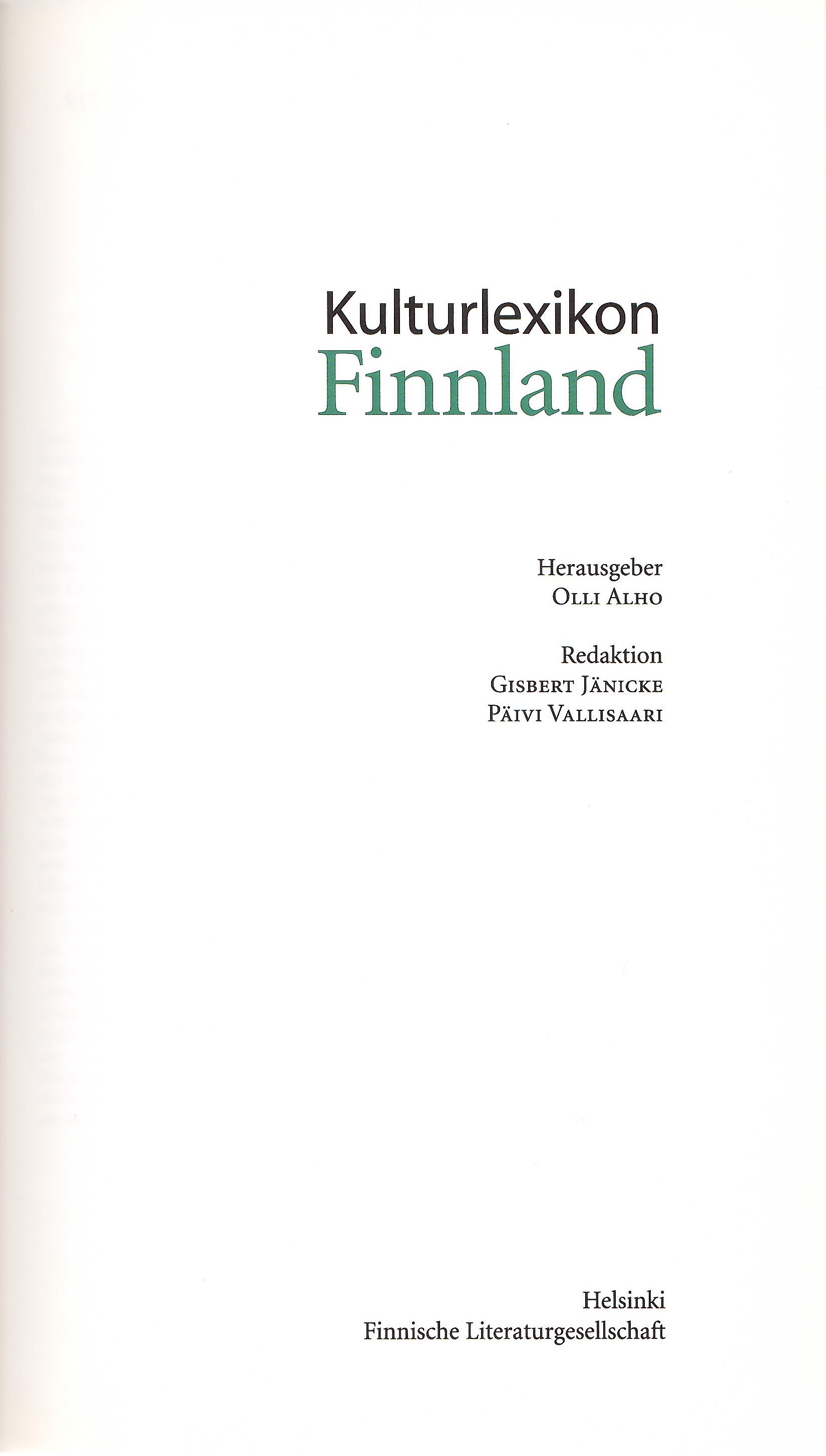
Titelblatt der 2. deutschen Aufl. von 1999

Das Kulturlexikon Finnland, Originaltitel Finland, a cultural encyclopedia, ist ein erstmals 1997 auf Englisch bei der Finnischen Literaturgesellschaft erschienenes Fachlexikon über Finnland. Der Herausgeber ist der finnische Ethnologe und Journalist Olli Alho. Das Werk wurde vom selben Verlag auch in einer deutschen (1998) und französischen (1999) Auflage verlegt. 

## Inhalt
Laut Vorwort richtet sich das Kulturlexikon Finnland an eine internationale an Finnland interessierte Leserschaft, darunter Finnlandreisende. Es enthält Artikel zu finnischen Persönlichkeiten, zur Geschichte und Geographie des Landes, zu Kunst, Medien, Wirtschaft, Politik, Bildung sowie zur natürlichen und „mentalen Landschaft“ der Finnen.
Das Werk enthält mehr als 300 zweispaltige Seiten und etwa die gleiche Anzahl von kurzgefassten Einzelartikeln, inkl. Abbildungen, die von insgesamt 75 verschiedenen namhaften finnischen Wissenschaftlern und Kulturschaffenden verfasst wurden. 
Querverweise zwischen den Artikeln und ein sehr umfangreiches Register verleihen dem Lexikon „die Funktion einer Datenbank“.

## Ausgaben
Die ursprüngliche, englische Ausgabe erschien 1997 mit dem Titel Finland, a cultural encyclopedia als Band 684 der Veröffentlichungen der Finnischen Literaturgesellschaft (ISSN 0355-1768). Redakteure sind die britische Autorin und Übersetzerin Hildi Hawkins und die Verlagsredakteurin Päivi Vallisaari von der Finnischen Literaturgesellschaft. Außerdem war David McDuff als Übersetzer am Werk beteiligt.
Die deutsche Ausgabe (Band 719) erschien als Kulturlexikon Finnland zuerst 1998 und wurde ein Jahr später neu verlegt. Übersetzer und Redakteur dieser Ausgabe ist der in Finnland lebende deutsche Übersetzer Gisbert Jänicke. Zweite Redakteurin ist Päivi Vallisaari.
Eine französische Übersetzung unter dem Titel Finlande, une approche culturelle erschien im Jahr 1999 (Band 738). Sie wurde von Marjatta Crouzet übersetzt. Redakteure sind die finnisch-französische Autorin und Übersetzerin Mirja Bolgár und Päivi Vallisaari.
Die beiden späteren Ausgaben stellen keine reinen Übersetzungen dar, sondern wurden im Hinblick auf die angenommenen Vorkenntnisse und Interessen der deutsch- bzw. französischsprachigen Leserschaft redaktionell überarbeitet und in Teilen ergänzt bzw. gekürzt.